# Eskdene (schip, 1934)
De SS Eskdene was een Brits stoomvrachtschip en handelsschip van 3.829 BRT dat in oktober 1934 van stapel liep op de scheepswerf van Bartram & Sons Ltd., South-Dock, Sunderland. Ze was eigendom van de rederij Dene Shipping Co. Ltd. in Londen, waar het vrachtschip ook haar thuishaven had. Haar reisroute was vanuit Hull, Methil, Oban en Buenos Aires, Argentinië. Ze was geladen met 5.167 ton aan kolen- en stukgoed toen ze verging op 8 april 1941.

## Geschiedenis
Op 2 december 1939 was de SS Eskdene onder bevel van kapitein E. J. Niblett uit het konvooi HN-3 geraakt en uit koers geslagen ten gevolge van een zware storm. Omstreeks 23.25 u werd ze midscheeps getroffen door een torpedo van de U-56, onder bevel van Wilhelm Zahn, op ongeveer 70 zeemijl ten noorden van de Tyne in positie 56°30' Noord en 01°40' West. De Eskdene bleef echter drijven met een zware vracht hout voor Archangelsk, Rusland. De 29 bemanningsleden konden het schip verlaten en werden opgepikt door het Noorse stoomvrachtschip Hild. De escortejagers HMS Icarus en HMS Ilex doorzochten het gebied rondom de nog drijvende  SS Eskdene, op zoek naar de U-56. Ze vonden de U-boot echter niet maar op 4 december werd ze toch opgemerkt door een geallieerd vliegtuig. Bij zonsopgang op 7 december werd de in onbruik verklaarde Eskdene opgemerkt door een Brits vliegtuig op 56°20' Noord en 00°15' West en de volgende dag naar de Tyne gesleept door de Britse sleepboot Bullger, geëscorteerd door HMS Stork en teruggebracht op Head Sands. Het schip werd later aldaar terug gelicht en hersteld en keerde terug naar de konvooidienst in oktober 1940.

## Haar ondergang
Op 8 april 1941 was het konvooi OG-57 wederom verspreid en werd de SS Eskdene, omstreeks 07.42 u getroffen door twee torpedo's door de U-107 van Günter Hessler, ten zuidoosten van de Azoren en werd deze keer wel uiteindelijk tot zinken gebracht door de U-107 met 104 granaattreffers door het boordgeschut op positie 34°43' N. en 24°21' W. De kapitein, William Thomas Joshua en 38 bemanningsleden werden dezelfde dag nog opgepikt door het Britse stoomvrachtschip Penhale en keerde met hen terug naar Pernambuco, een deelstaat in Brazilië op 22 april 1941.